# Раджпут, Джасван Сингх
Джасван Сингх Раджпут (англ. Jaswant Singh Rajput; хинди जसवंत सिंह राजपूत, 1926, Дели, Британская Индия — 28 января 2015, Калькутта, Индия) — индийский хоккеист (хоккей на траве), полузащитник. Двукратный олимпийский чемпион 1948 и 1952 годов.

## Биография
Джасван Сингх Раджпут родился в 1926 году в Дели.
Начал играть в хоккей на траве в школьные годы. Выступая за хоккейную команду университета Дели, привлек внимание тренерского штаба сборной Индии. Играл за Бенгалию.
В 1948 году вошёл в состав сборной Индии по хоккею на траве на Олимпийских играх в Лондоне и завоевал золотую медаль. Играл на позиции центрального полузащитника, провёл 1 матч, мячей не забивал.
После Олимпиады переехал в Калькутту, где выступал за «Бхованипур» и «Мохун Баган», в составе которого выигрывал Кубок Бейтона. 
В 1952 году вошёл в состав сборной Индии по хоккею на траве на Олимпийских играх в Хельсинки и завоевал золотую медаль. В матчах не участвовал.
На поле отличался ярким дриблингом и контролем мяча.
После Игр завершил спортивную карьеру и открыл самую большую автомастерскую в Калькутте, делами которой он занимался до глубокой старости, оставив её в 2011 году.
Умер 28 января 2015 года в Калькутте.